# Woerden
Woerden és un municipi de la província d'Utrecht, al centre dels Països Baixos. L'1 de gener de 2009 tenia 48.996 habitants repartits per una superfície de 92,89 km² (dels quals 3,39 km² corresponen a aigua).

## Centres de població
- De Meije
- Harmelen
- Kamerik
- Kanis
- Woerden
- Zegveld

## Ajuntament
El consistori municipal consta de 29 membres, format des del 2006 per:
- Crida Demòcrata Cristiana (CDA), 8 regidors
- Progressief Woerden, 8 regidors
- Inwonersbelangen, 4 regidors
- Partit Popular per la Llibertat i la Democràcia (VVD), 4 regidors
- ChristenUnie, 3 regidors
- Demòcrates 66 (D66), 1 regidor
- Partit Polític Reformat (SGP), 1 regidor